# Agha Shahid Ali
Agha Shahid Ali (ur. 4 lutego 1949 w Nowym Delhi, zm. 8 grudnia 2001 w Amherst) – indyjski poeta i krytyk literacki tworzący w języku angielskim.

## Poezja
- Bone-Sculpture (1972)
- In Memory of Begum Akhtar and Other Poems (1979)
- The Half-Inch Himalayas (1987)
- A Walk Through the Yellow Pages (1987)
- A Nostalgist's Map of America (1991)
- The Beloved Witness: Selected Poems (1992)
- The Country Without a Post Office (1997)
- Rooms Are Never Finished (2001)
- Call Me Ishmael Tonight: A Book of Ghazals (pośmiertnie, 2003)

## Publikacje krytyczne
- T.S Eliot as Editor (1986)